# Il Natale di Joy
Il Natale di Joy (Christmas Joy) è un film per la televisione del 2018 diretto da Monika Mitchell.

## Distribuzione
Il film è stato distribuito nel 2018.